# Pavlova Ves
Pavlova Ves (allemand : Paulsdorf in der Liptau, hongrois : Pálfalu) est un village de Slovaquie situé dans la région de Žilina.

## Histoire
La première mention écrite du village date de 1469.

## Démographie

### Évolution de la population
| Année:               | 1994. | 2004.    | 2014.   | 2024.    |
| -------------------- | ----- | -------- | ------- | -------- |
| Nombre de personnes: | 281   | 252      | 251     | 281      |
| Différence:          |       | -10,32 % | -0,39 % | +11,95 % |

| Année:               | 2023. | 2024.   |
| -------------------- | ----- | ------- |
| Nombre de personnes: | 284   | 281     |
| Différence:          |       | -1,05 % |